# آغوستوسبورغ
آغوستوسبورغ (بالألمانية: Augustusburg) هي بلدة ألمانية تقع في ألمانيا في ساكسونيا.  يقدر عدد سكانها بـ 5,152 نسمة .

## المدن التوأمة
مدينة أورلينغهاوزن هي مدينة توأمة لـآغوستوسبورغ.